# Sono un agente FBI
Sono un agente FBI (The FBI Story) è un film del 1959 diretto da Mervyn LeRoy e interpretato come protagonista da James Stewart.
Il lungometraggio, a evidente carattere propagandistico e fortemente voluto dall'allora direttore dell'FBI J. Edgar Hoover (che compare brevemente nel film interpretando sé stesso), narra la storia del FBI dal 1924 sino al dopoguerra.

## Trama
Chip Hardesty assume la gestione di un nuovo gruppo di agenti FBI che hanno come scopo di eradicare dalla Louisiana il Ku Klux Klan. Si tratta della prima volta che alla polizia investigativa federale statunitense viene data la facoltà di indagare liberamente e senza condizionamenti da parte politica su una così nota associazione a base nazionale. Anno dopo anno l'FBI intensifica la propria attività organizzando la caccia ai più pericolosi banditi che si sono macchiati di crimini federali. Ben presto l'FBI diviene l'apparato investigativo più grande del mondo agendo anche al di fuori dei confini nazionali.